# Anthony Correia
Anthony Romano Correia (Paramaribo, 2 mei 1982) is een voormalig profvoetballer en huidig voetbaltrainer van Surinaamse afkomst. Hij speelde zijn hele loopbaan als verdediger voor Telstar in de Eerste divisie. Sinds 1 juli 2024 is hij hoofdtrainer van Eerstedivisionist Telstar. Met die club promoveerde hij op 1 juni 2025 naar de eredivisie.
Correia debuteerde op 30 september 2001 en maakte zijn enige doelpunt in het betaalde voetbal op 20 december 2002 tegen Go Ahead Eagles. Hij speelde zijn laatste wedstrijd op 29 april 2016 tegen Helmond Sport.
Al in de laatste jaren van zijn spelerscarrière was Correia actief als trainer. In 2014 werd hij hoofdtrainer van VVH Velserbroek en na twee jaar stapte hij over naar VV IJmuiden. Daarnaast werd hij vanaf 2017 assistent-trainer bij Telstar. Van juli 2019 tot juni 2020 was Correia actief als hoofdtrainer van HSV ODIN '59, uitkomend in de  Derde divisie. In juli 2020 werd Correia aangesteld als hoofdtrainer van VV Katwijk, dat uitkomt in de Tweede divisie. Op 22 april 2024 werd bekend dat Correia vanaf het seizoen 2024/2025 aan de slag zal gaan als hoofdtrainer van Telstar. In zijn debuutseizoen als hoofdtrainer van Telstar wist hij De Witte Leeuwen na 47 jaar via de play-offs terug te brengen naar de Eredivisie.

## Clubstatistieken
| Seizoen | Club                | Competitie     | Wedstrijden | Doelpunten |
| ------- | ------------------- | -------------- | ----------- | ---------- |
| 2001/02 | Stormvogels Telstar | Eerste Divisie | 4           | 0          |
| 2002/03 | Stormvogels Telstar | Eerste Divisie | 19          | 1          |
| 2003/04 | Stormvogels Telstar | Eerste Divisie | 32          | 0          |
| 2004/05 | Stormvogels Telstar | Eerste Divisie | 22          | 0          |
| 2005/06 | Stormvogels Telstar | Eerste Divisie | 15          | 0          |
| 2006/07 | Stormvogels Telstar | Eerste Divisie | 30          | 0          |
| 2007/08 | Stormvogels Telstar | Eerste Divisie | 34          | 0          |
| 2008/09 | Telstar             | Eerste Divisie | 32          | 0          |
| 2009/10 | Telstar             | Eerste Divisie | 29          | 0          |
| 2010/11 | Telstar             | Eerste Divisie | 27          | 0          |
| 2011/12 | Telstar             | Eerste Divisie | 28          | 0          |
| 2012/13 | Telstar             | Eerste Divisie | 31          | 0          |
| 2013/14 | Telstar             | Eerste Divisie | 35          | 0          |
| 2014/15 | Telstar             | Eerste Divisie | 2           | 0          |
| 2015/16 | Telstar             | Eerste Divisie | 16          | 0          |
| Totaal  |                     |                | 356         | 1          |

## Erelijst

### Als trainer
| Competitie           |    |                  |
| Tweede divisie       | 2x | 2021/22, 2022/23 |
| Eredivisie Play Offs | 1x | 2024/2025        |